# Signe von der Esch
Signe Irma Mathilda Vilhelmina von der Esch, född Lundström den 1 december 1934 i Helsingborg och vid födseln hemmahörande i Riseberga, död den 22 januari 2022 i Trosa, var en svensk porträttmålare och godsägare.

## Biografi
Signe von der Eschs far var generalmajor Åge Lundström (1890–1975), chef för Kungliga Flygkrigsskolan i Ljungbyhed mellan 1932 och 1943, och modern var Margit, född von Geijer. Systern var Irma Silfverschiöld (1937–2020) och brodern Åge Lundström (f. 1944). Farfadern var friluftsmålaren Ernst Lundström och von der Eschs mormors mor var konstsamlaren Wilhelmina von Hallwyl, som lät uppföra Hallwylska palatset. Konstnären Ellen Roosvall såväl som kvinnosakskvinnan Ebba von Eckermann var systrar till von der Eschs mormor Irma von Geijer.
Signe von der Esch gifte sig i Härslövs kyrka januari 1956 med Björn von der Esch (1930-2010), sedermera förste hovmarskalk och riksdagsledamot. Tillsammans fick de fyra barn: Louise, Susanne, Joachim och Carl. Efter att von der Esch ärvt det von Hallwylska familjegodset Erikslund utanför Trosa drev hon det tillsammans med maken Björn till dess att deras son Joachim von der Esch (f. 1963) övertog driften. Fram till 2007 ägde von der Esch en fastighet förvärvad genom arv i Falsterbo tillsammans med sina syskon.
Signe von der Esch var tillsammans med sin syster barndomsvän till prinsessorna på Haga. Hon och maken Björn förblev nära vänner till kungafamiljen genom hela livet, och vid deras bröllop närvarade såväl prinsessan Sibylla som prinsessan Margaretha. Paret von der Eschs döttrar var brudnäbbar vid prinsessan Margarethas bröllop, von der Esch verkade som hovdam vid statsbesöket i Nederländerna 1976, och efter makens bortgång deltog hon ensam som personlig vän vid kronprinsessparets bröllop i juni 2010. Vid Signe von der Eschs egen begravning i Trosa stads kyrka under februari 2022 deltog drottning Silvia.

## Konstnärskap
Efter att ha utbildat sig i silversmide på Konstfack i Stockholm arbetade von der Esch en kort tid med metallkonst. Metallarbetet visade sig dock ha en menlig påverkan på hennes astma, varför hon i stället började måla.
Bland dem vars porträtt von der Esch målat återfinns kungabarnen, prinsessan Desirée samt personer ur adeln och näringslivet, bland andra direktören för Svenska Arbetsgivareföreningen Olof Ljunggren. Under tiden som von der Esch målade av någon var det inte ovanligt att hon först gjorde två till tre porträttstudier. I och med den tid som porträtten kunde ta att färdigställa förekom det att hon under arbetsprocessen bodde hos den hon skulle måla av. Hallwylska museet anordnade under april till juni 2015 en utställning med von der Eschs målningar.